# لياو تشونغكاي
لياو تشونغكاي (بالإنجليزية: Liao Zhongkai) (و. 1877 – 1925 م) هو سياسي من الولايات المتحدة الأمريكية، وهو عضو في الكومينتانغ .